# Palpimanus orientalis
Palpimanus orientalis is een spinnensoort uit de familie Palpimanidae. De soort komt voor in Albanië en Griekenland.